# Автошлях Р 41
Автошля́х Р 41 — автомобільний шлях регіонального значення на території України. Проходить територією Тернопільської області.
Загальна довжина — 14,5 км.
Автошлях бере початок від північно-східного краю Тернополя (від автошляхів М19/E85 та Р39), обходячи місто з півночі, сполучається на північному заході з автошляхом М09.

## Маршрут
Автошлях проходить через такі населені пункти:

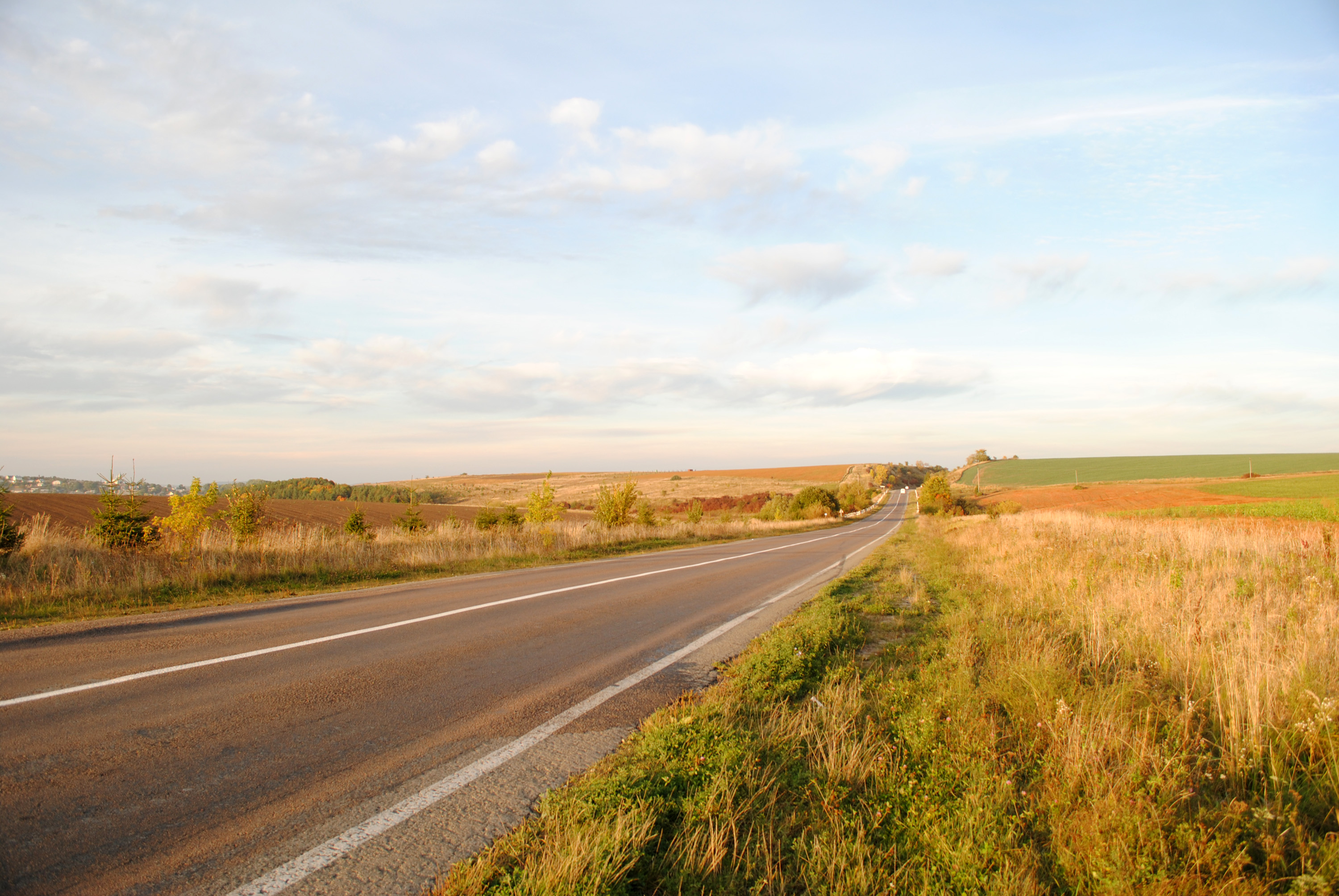
Автошлях Р 41 на відтинку біля с. Великий Глибочок

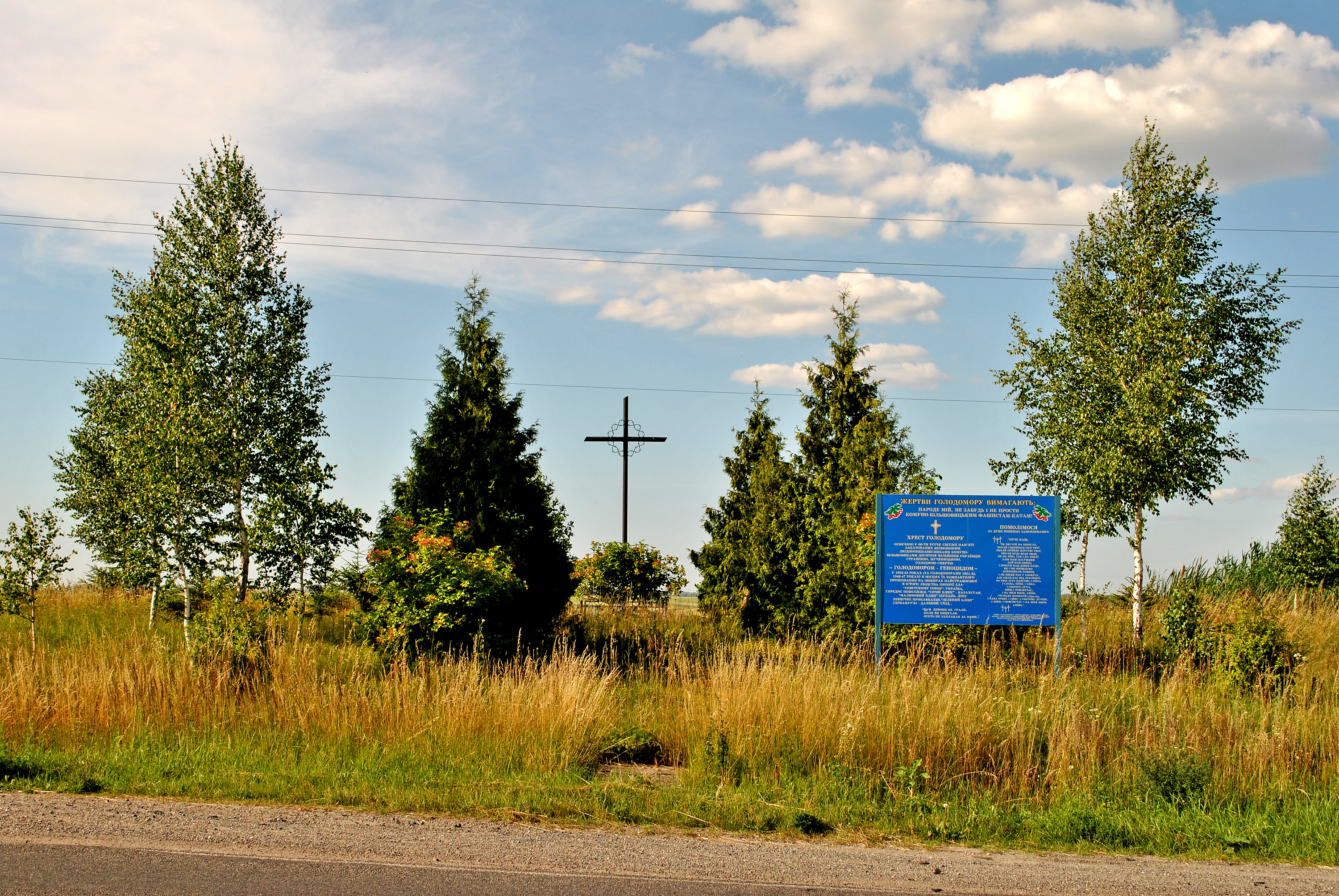
Пам'ятник жертвам Голодомору 1932—1933 років біля с. Біла

| Автошлях Р 41         |        |
| Тернопільська область |        |
| Тернопільський район  |        |
| Гаї-Гречинські        | E85М19 |
| Чистилів              | Р39    |
|                       | М09    |

## Перспективи будівництва
25 серпня 2020 року було оголошено, що у рамках проєкту «Транспортний зв'язок в Україні - Фаза І» планується продовження траси Р 41 на північному сході Тернополя (поза міською зоною). Фінансування проєкту здійснюється з кредитних коштів ЄС.